# Brexit: Háborúban mindent szabad
A Brexit: Háborúban mindent szabad (eredeti cím: Brexit: The Uncivil War) 2019-ben bemutatott brit film, amelyet Toby Haynes rendezett. A 2016-os brit népszavazás után kialakult helyzetről, vagyis a Brexitről szól.
A forgatókönyvet James Graham írta. A producere Lynn Horsford. A főszerepekben Benedict Cumberbatch, Lee Boardman, Richard Goulding, John Heffernan és Oliver Maltman láthatók. A film zeneszerzője Daniel Pemberton. A film gyártója a House Productions, forgalmazója a Channel 4. Műfaja történelmi film életrajzi film és filmdráma.
Az Egyesült Királyságban 2019. január 7-én mutatta be a Channel 4, Magyarországon az HBO mutatta be.

## Szereplők
| Szereplő                                             | Színész              | Magyar hang            |
| ---------------------------------------------------- | -------------------- | ---------------------- |
| Dominic Cummings                                     | Benedict Cumberbatch | Stohl András           |
| Oliver Craig                                         | Rory Kinnear         | Fesztbaum Béla         |
| Arron Banks                                          | Lee Boardman         | Bognár Tamás           |
| Boris Johnson                                        | Richard Goulding     | Galbenisz Tomasz       |
| Matthew Elliott                                      | John Heffernan       | Seder Gábor            |
| Michael Gove                                         | Oliver Maltman       | Minárovits Péter       |
| Douglas Carswell                                     | Simon Paisley Day    | Fazekas István         |
| Elizabeth Denham                                     | Lucy Russell         | Solecki Janka          |
| Nigel Farage                                         | Paul Ryan            | Tarján Péter           |
| Zack Massingham                                      | Kyle Soller          | Zámbori Soma           |
| Victoria Woodcock                                    | Kate O'Flynn         | Kisfalvi Krisztina     |
| John Mills                                           | Nicholas Day         | Barbinek Péter         |
| Sir Bernard Jenkin                                   | Tim McMullan         | Kárpáti Levente        |
| Sir Bill Cash                                        | Richard Durden       | Botár Endre            |
| Andrew Cooper                                        | Gavin Spokes         | Kerekes József         |
| David Cameron                                        | Mark Dexter (hang)   | Czvetkó Sándor         |
| Peter Mandelson                                      | Mark Gatiss (hang)   | Horváth-Töreki Gergely |
| Daniel Hannan                                        | Tim Steed            | Epres Attila           |
| Lucy Thomas                                          | Henrietta Clemett    | Bertalan Ágnes         |
| Robert Mercer                                        | Aden Gillett         | Holl Nándor            |
| További magyar hangok                                |                      |                        |
| Kapácsy Miklós, Kassai Károly, Kiss Erika, Pál Tamás |                      |                        |